# Tezuapan
Tezuapan är en ort i Mexiko.   Den ligger i kommunen Cañada Morelos och delstaten Puebla, i den sydöstra delen av landet, 200 km öster om huvudstaden Mexico City. Tezuapan ligger 2 337 meter över havet och antalet invånare är 789.
Terrängen runt Tezuapan är huvudsakligen kuperad, men den allra närmaste omgivningen är platt. Runt Tezuapan är det ganska tätbefolkat, med 96 invånare per kvadratkilometer. Närmaste större samhälle är Morelos Cañada, 3,3 km söder om Tezuapan. Omgivningarna runt Tezuapan är en mosaik av jordbruksmark och naturlig växtlighet.